# Gilbert Carlton Walker

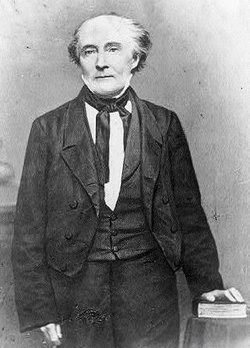
Gilbert Carlton Walker

Gilbert Carlton Walker (* 1. August 1833 in South Gibson, Susquehanna County, Pennsylvania; † 11. Mai 1885 in New York City) war ein US-amerikanischer Politiker und von 1869 bis 1874 Gouverneur des Bundesstaates Virginia. Zwischen 1875 und 1879 vertrat er seinen Staat im US-Repräsentantenhaus.

## Frühe Jahre und politischer Aufstieg
Gilbert Walker besuchte bis 1854 das Hamilton College in Clinton. Nach einem anschließenden Jurastudium wurde er im Jahr 1855 als Rechtsanwalt zugelassen. Zwischen 1855 und 1859 praktizierte er in diesem Beruf in Owego im Staat New York und dann bis 1864 in Chicago. Dort leitete er eine Anwaltskanzlei.
Im Jahr 1864 zog Walker nach Norfolk in Virginia, wo er weiter als Anwalt tätig war. Außerdem gründete er dort die Exchange National Bank. Damals war er Mitglied der Republikanischen Partei. Am 21. September 1869 wurde er als Nachfolger des zurückgetretenen provisorischen Gouverneurs Henry H. Wells ernannt.

## Gouverneur von Virginia
Zunächst musste Walker die Amtszeit von Wells als provisorischer Gouverneur beenden. Während dieser Zeit trat Walker aus seiner Partei aus und wurde Mitglied der Demokraten. Als deren Kandidat wurde er im Herbst 1869 zum ersten regulären Gouverneur Virginias nach dem Bürgerkrieg gewählt. Dieses Amt übte er bis zum 1. Januar 1874 aus. In dieser Zeit wurde das Bildungssystem Virginias reformiert und die Bedingungen in den Strafanstalten und Nervenkliniken verbessert. Der Gouverneur arbeitete auch am Abbau der Staatsverschuldung und schlug den Verkauf der staatlichen Anteile an Eisenbahngesellschaften vor. Ansonsten litt Virginia noch immer an den Folgen des Bürgerkriegs und der Rekonstruktionspolitik. Am 26. Januar 1870 wurde dem Staat wieder gestattet, Vertreter in den US-Kongress zu entsenden. Damit wurde Virginia wieder in die Union aufgenommen. 

## Walker als Kongressabgeordneter
Bei den Kongresswahlen des Jahres 1874 wurde Gilbert Walker ins US-Repräsentantenhaus gewählt. Nach einer Wiederwahl zwei Jahre später konnte er dieses Mandat zwischen dem 4. März 1875 und dem 3. März 1879 ausüben. Während der ersten beiden Jahre im Kongress war er Vorsitzender des Ausschusses für Erziehung und Arbeit. Im Jahr 1878 bewarb er sich nicht für eine weitere Amtszeit.

## Weiterer Lebenslauf
Im Jahr 1879 zog er zunächst nach Binghamton und zwei Jahre später nach New York City. In beiden Städten war er als Rechtsanwalt tätig. Er starb am 11. Mai 1885 und wurde in Binghamton beigesetzt. Gilbert Walker war mit Olive Evan verheiratet.